# Lares (Puerto Rico)
Lares és un municipi de Puerto Rico situat al centre-oest de l'illa, també conegut amb els noms de Ciudad del Grito i Los Patriotas. Limita al nord amb el municipi de Camuy; al sud amb Yauco i Maricao; a l'oest amb San Sebastián i Las Marías i a l'est amb Hatillo, Adjuntas i Utuado.
Està dividit en 10 barris: Bartolo, Buenos Aires, Callejones, Espino, Lares, La Torre, Mirasol, Pezuela, Piletas i Río Prieto.